# Muta’arid
Muta’arid (arab. متعارض) – wieś w Syrii, w muhafazie Hims. W 2004 roku liczyła 625 mieszkańców.